# Hesburger
Hesburger (coneguda col·loquialment a Finlàndia com Hese i a Estònia com Hess) és una cadena de menjar ràpid amb seu a Turku, Finlàndia. Actualment, és la cadena de restaurants d'hamburgueses més gran de Finlàndia, Estònia, Letònia i Lituània amb una quota de mercat superior a la del rival directe McDonald's. També opera a Belarús, Ucraïna, Alemanya, Bulgària i Rússia. Hesburger ofereix principalment menjar ràpid com hamburgueses, patates fregides, amanides i postres. El nom de l'empresa deriva del sobrenom del fundador, Heikki "Hese" Salmela.

## Restaurants

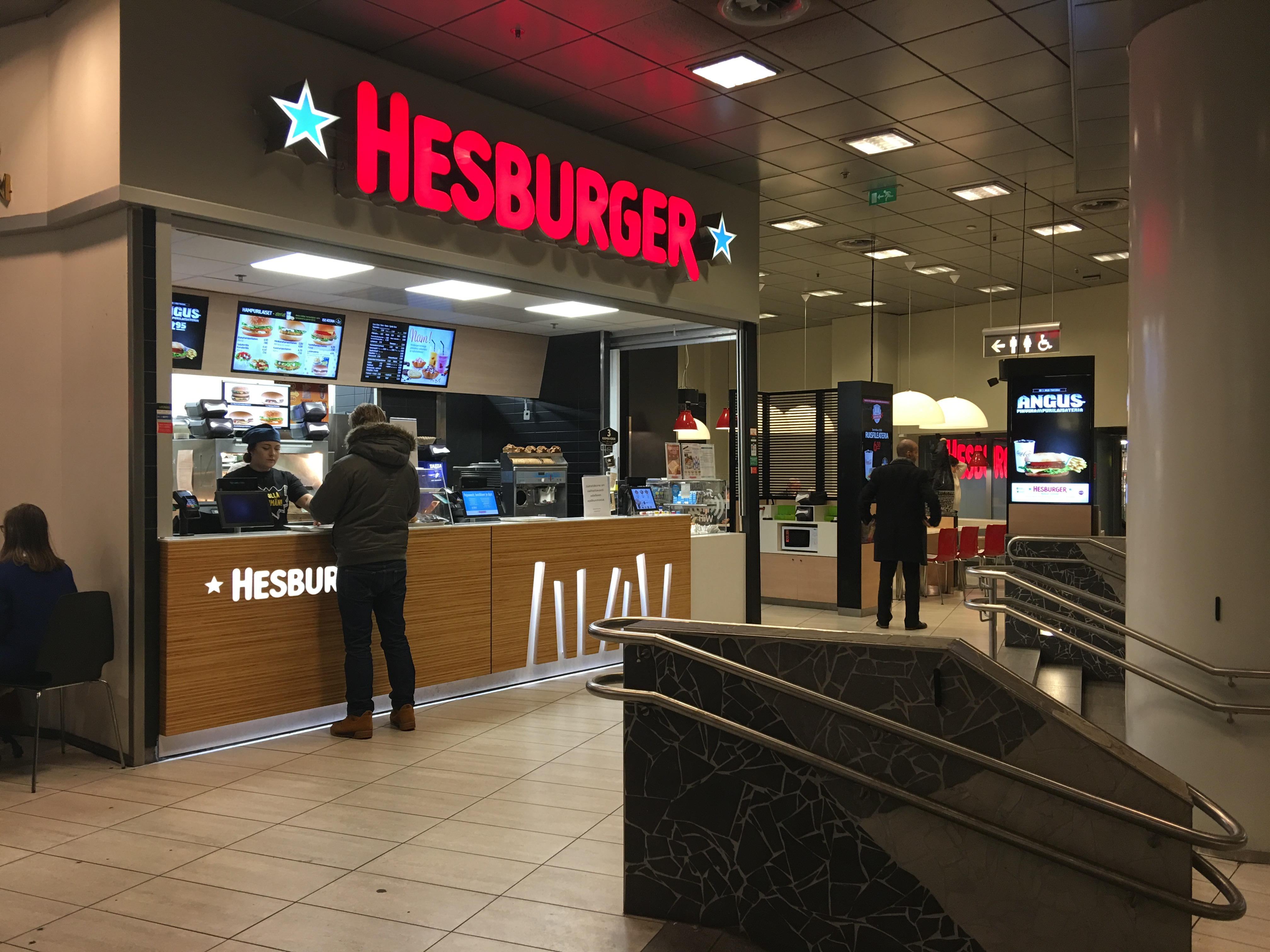
Hesburger a Hèlsinki.

Hesburger dona feina a més de 6.700 persones, de les quals 5.000 són a Finlàndia.
| País      | Nombre de restaurants |
| --------- | --------------------- |
| Finlàndia | 282                   |
| Lituània  | 57                    |
| Estònia   | 49                    |
| Letònia   | 48                    |
| Rússia    | 39                    |
| Bulgària  | 23                    |
| Ucraïna   | 7                     |
| Belarus   | 2                     |
| Alemanya  | 2                     |